# Nick Glennie-Smith
Nick Glennie-Smith (* 3. Oktober 1951 in London, England) ist ein britischer Filmmusikkomponist.

## Leben
Bereits im Alter von acht Jahren war Nick Glennie-Smith Mitglied im Chor des New College in Oxford. Später wurde er Keyboard-Spieler bei Paul McCartney, Tina Turner, Pink Floyd und Phil Collins. Der Höhepunkt seiner Bühnenkarriere war die Teilnahme am Konzert-Spektakel „The Wall“ in Berlin.
Anfang der 1990er wechselte Glennie-Smith ins Media Ventures Studio von Hans Zimmer, mit dem er auch heute noch zusammenarbeitet. Beide wurden 2005 für die beste Musik zu Der kleine Eisbär 2 – Die geheimnisvolle Insel mit dem Preis der deutschen Filmkritik ausgezeichnet.
Außerdem komponierte er die Musik für mehrere Shows im französischen Freizeitpark Puy du Fou.
Das zu Beginn des Abspanns zu dem Film Wir waren Helden zu hörende Anthem The Mansions of the Lord stammt vom Regisseur und Drehbuchautoren des Films Randall Wallace (Text) und Nick Glennie-Smith (Musik). Am 11. Juni 2004 wurde das Stück zum Abschluss des Trauergottesdienstes für Ronald Reagan in der Washington National Cathedral vom United States Armed Forces Chorus gesungen.
Nick Glennie-Smith ist verheiratet und ist Vater zweier Kinder.

## Filmografie (Auswahl)

### Als Hauptkomponist
- 1996: The Rock – Fels der Entscheidung (The Rock)
- 1996: Gestohlene Herzen (Two If by Sea)
- 1997: Fire Down Below
- 1997: Wieder allein zu Haus (Home Alone 3)
- 1998: Der Mann in der eisernen Maske (The Man in the Iron Mask)
- 1998: Der König der Löwen 2 – Simbas Königreich (The Lion King II – Simba’s Pride)
- 2001: Attila – Der Hunne (Attila)
- 2002: Wir waren Helden (We Were Soldiers)
- 2004: Ella – Verflixt & zauberhaft (Ella Enchanted)
- 2004: Lauras Stern
- 2005: Der kleine Eisbär 2 – Die geheimnisvolle Insel
- 2005: A Sound of Thunder
- 2006: Children of Glory (Szabadság, szerelem)
- 2010: Secretariat – Ein Pferd wird zur Legende (Secretariat)
- 2014: Den Himmel gibt’s echt (Heaven Is for Real)

### Zusätzliche Musik
- 1991: K2 – Das letzte Abenteuer (K2)
- 1993: Codename: Nina (Point of No Return)
- 1993: Cool Runnings – Dabei sein ist alles (Cool Runnings)
- 1993: Calendar Girl
- 1994: Immer Ärger um Dojo (Monkey Trouble)
- 1994: Mr. Bill (Renaissance Man)
- 1994: Drop Zone
- 1995: Bad Boys – Harte Jungs (Bad Boys)
- 1995: Rangoon (Beyond Rangoon)
- 1995: Nine Months
- 1996: Rendezvous mit einem Engel (The Preacher’s Wife)
- 1997: Fräulein Smillas Gespür für Schnee (Smilla’s Sense of Snow)
- 2001: Just Visiting – Mit Vollgas in die Zukunft (Les visiteurs en Amérique)
- 2002: The New Guy
- 2002: D-Tox – Im Auge der Angst (D-Tox)
- 2003: Fluch der Karibik (Pirates of the Caribbean: The Curse of the Black Pearl)
- 2004: King Arthur
- 2006: Pirates of the Caribbean – Fluch der Karibik 2 (Pirates of the Caribbean: Dead Man’s Chest)
- 2006: The Da Vinci Code – Sakrileg (The Da Vinci Code)
- 2007: Pirates of the Caribbean – Am Ende der Welt (Pirates of the Caribbean: At World’s End)

## Auszeichnungen
- Nick Glennie-Smith erhielt drei Mal einen ASCAP Award: 1997 für The Rock – Fels der Entscheidung, 1999 für Der Mann in der eisernen Maske und 2003 für Wir waren Helden[4]
- 1997 war er für The Rock für einen Saturn Award nominiert.[4]
- 2005: Preis der deutschen Filmkritik für Der kleine Eisbär 2 – Die geheimnisvolle Insel